# مای (شاهنامه)
مای، در شاهنامه، نام شاه هندوستان است. بر اساس توصیف شاهنامه از مای، از کشمیر تا مرز چین به فرمان او بود و وی در این محدوده با اقتدار حُکم می‌راند. مای برادر جمهور بود که پس از مرگ برادر به دلیل بیماری، برجای وی نشست.
مای پس از مرگ جمهور، با همسر برادر که زنی هوشمند و نژاده(با اصل و نَسَب) بود، ازدواج کرد. که این همسر برای او پسری به دنیا آورد که نامش را طلخند نهادند. مادر طلخند از همسر پیشین فرزندی پسر به نام گو داشت. 
پس از چندی، مای به بیماری سختی دچار شد و درگذشت و طلخند و گو برای پادشاهی در برابر یکدیگر ایستادند که به پیروزی گو انجامید. این ماجرا، سرانجام به پیدایش و توسعهٔ شطرنج در هند انجامید.
| به‌دنبر برادر بُد آن شاه‌را       |  | خردمند وشایستهٔ گاه‌را          |
| کجا نام آن نامور مای بود       |  | به دنبر نشسته دلارای بود      |
| جهاندیدگان یک‌به‌یک شاه‌جوی       |  | ز سندل به دنبر نهادند روی     |
| بزرگان کشمیر تا مرز چین        |  | به شاهی بدو خواندند آفرین     |
| ز دنبر بیامد سرافراز مای       |  | به تخت کیان اندر آورد پای     |
| همان تاج جمهور بر سر نهاد      |  | به داد و به بخشش در اندر گشاد |
| چو با ساز شد مام گو را بخواست  |  | بپرورد و با جان همی‌داشت راست  |
| پری‌چهره آبستن آمد ز مای        |  | پسر زاد از این نامور کدخدای   |
| ورا پادشا نام طلخند کرد        |  | روان را پر از مهر فرزند کرد   |
| دوساله شد این خرد و گو هفت سال |  | دلاور گوی بود با فر و یال     |
| پس از چند گه مای بیمار شد      |  | دل زن بر او پر ز تیمار شد     |
| دوهفته برآمد به زاری بمرد      |  | برفت و جهان دیگری را سپرد     |
| همه سندلی زار و گریان شدند     |  | ز درد دل مای بریان شدند       |